# Оберельц
Оберельц (нім. Oberelz) — громада в Німеччині, розташована в землі Рейнланд-Пфальц. Входить до складу району Вульканайфель. Складова частина об'єднання громад Кельберг.
Площа — 5,55 км2. Населення становить 132 ос. (станом на 31 грудня 2020).